# 大元義
渤海廢王 大元义（？—793年）是渤海国第四代君主，大钦茂族弟，在位期間793年。
大钦茂世子大宏臨早亡，大兴五十七年（唐德宗贞元九年、793年），大钦茂死后，大元义即位。二月，派遣王子清允等三十余人朝觐唐朝。大元义在位期间，对下猜虐，残暴好杀，在位数月，大钦茂的孙子大华玙与国人杀害了大元义。

## 家族列表
- 祖父 大祚榮